# 췬팡역
췬팡역(중국어: 群芳站)은 중국 베이징시 퉁저우구 리위안 타운 둥샤오마좡 마을과 원징 가도 경계에 위치한 베이징 지하철 7호선의 지하철역이다. 2019년 12월 28일 7호선 개통과 함께 운영에 들어갔다.

## 위치
이 역은 퉁저우구 리위안 타운(梨园镇) 둥샤오마좡 마을(东小马庄村), 췬팡 남가(群芳南街)에 위치하고 동서 방향을 따라 배치되어 있다. 췬팡 지역에 위치하여 역명이 제정되었다.

## 역 구조

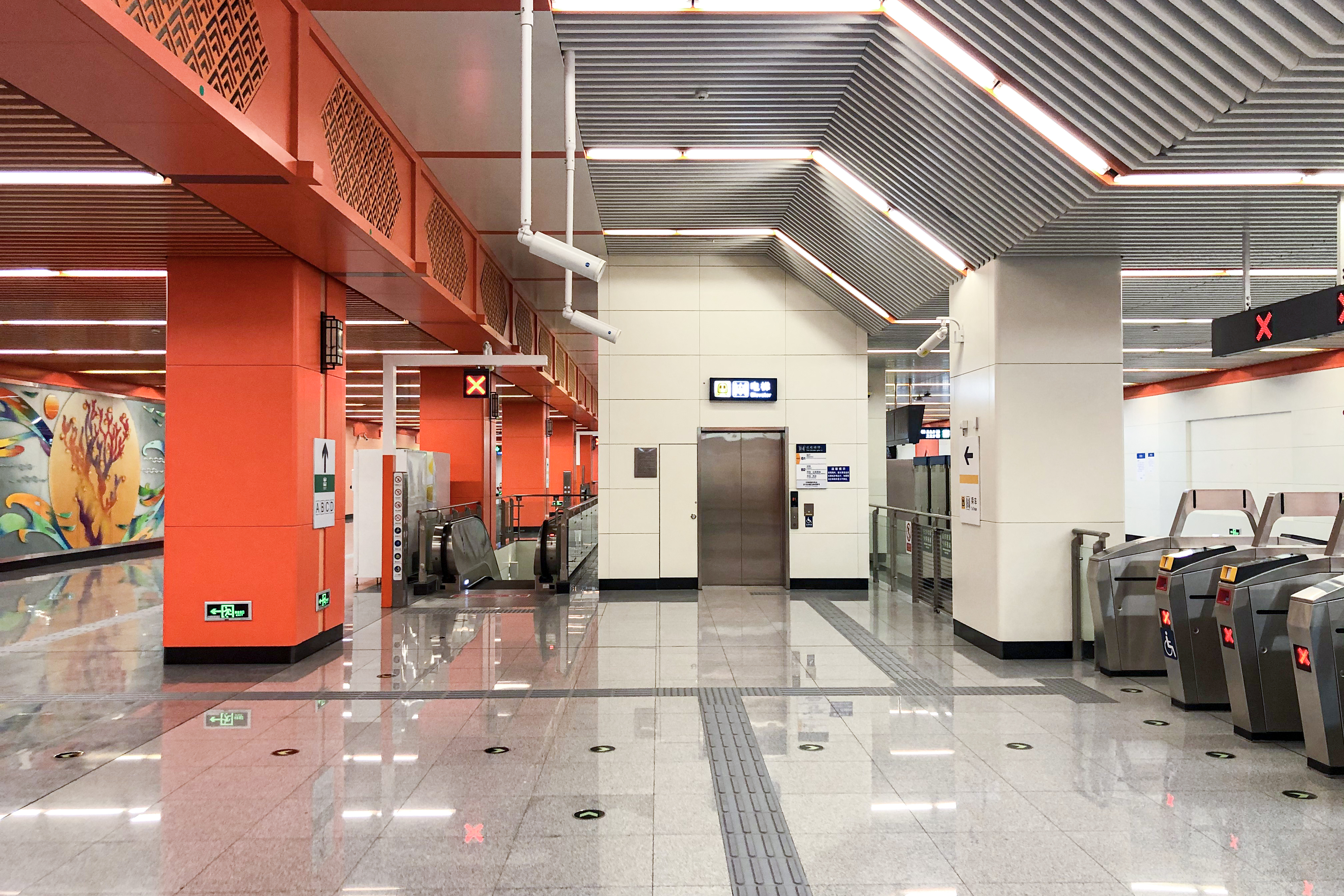
대합실 (2021년 5월 촬영)

이 역은 1면 2선 섬식 승강장으로 설계된 2층 건물의 지하철역이다.

### 층별 구조
| 지면층             | 가도                            | A-D출입구                                |
| 지하 1층 대합실 층 | 대합실                          | 고객센터, 자동 발권기, 출입 게이트       |
| 지하 2층 승강장    | ←                               | ■ 7호선 베이징 서역 방면 (완성둥)        |
| 지하 2층 승강장    | 섬식 승강장, 왼쪽 출입문이 열림 |                                          |
| 지하 2층 승강장    | →                               | ■ 7호선 유니버설리조트 방면 (가오러우진) |

역 대합실에는 색유리를 사용하여 부드러운 수대 조립체를 만드는 테마 아트 벽화 "상선약수《上善若水》"가 설치되어 있으며 자유형 식물과 추상적인 물 운율을 유기적으로 결합하여 "물(水)"을 주제로 하였다.

## 출입구
|                         |                                          |                                                     |      |             |  |
| 출구                    | 지시                                     | 출구 인근                                           | 사진 | 무장애 시설 |  |
| 出口 · A                | 완성 남가(万盛南街)                      | 후이추이 남로(荟萃南路), 췬팡2원 동구(群芳二园东区) |      |             |  |
| 出口 · B                | 췬팡 남가(群芳南街)                      | 둥샤오마좡 마을(东小马庄村)                         |      | 빈칸        |  |
| 出口 · C                | 췬팡 남가(群芳南街)                      |                                                     |      |             |  |
| 出口 · D                | 완성 남가(万盛南街), 췬팡 남가(群芳南街) |                                                     |      | 빈칸        |  |
| 아이콘 설명: 엘리베이터 |                                          |                                                     |      |             |  |

## 역사
계획 및 건설 당시의 역명은 "샤오마좡역(小马庄站)"으로 불렸다. 2019년 5월, 베이징시 계획천연자원위원회는 7호선 동쪽 연장 역명 계획을 제안했고, 이 역의 이름을 췽팡역으로 명명할 계획이었다. 2019년 11월 20일, 이 역명을 공식적으로 췬팡역으로 확정하였다.